# جين أوليري
جين أوليري (بالإنجليزية: Jane O'Leary)‏ هي ملحنة أمريكية، ولدت في 13 أكتوبر 1946.

## وصلات خارجية
- جين أوليري على موقع ميوزك برينز (الإنجليزية)
- جين أوليري على موقع ديسكوغز (الإنجليزية)